# Volvarina gracilis
Volvarina gracilis is een slakkensoort uit de familie van de Marginellidae. De wetenschappelijke naam van de soort is voor het eerst geldig gepubliceerd in 1851 door C.B. Adams.